# ロブ・ボウマン
ロブ・スタントン・ボウマン（Rob Stanton Bowman, 1960年5月15日 - ）は、アメリカ合衆国の映画監督、プロデューサーである。『Xファイル』、『新スタートレック』などの参加で知られる。また、コメディ・ドラマ『キャッスル 〜ミステリー作家は事件がお好き』を製作総指揮している。

## 生い立ち
父のチャック・ボウマンも映画監督であり、幼い頃から映画・テレビの製作現場周りで育った。子供の頃に『オズの魔法使』を見て映画製作のプロセスに興味を抱いた。ユタ大学で映画製作を学んだ。

## キャリア
1982年にスティーブン・カネル・プロダクションで第2班の仕事をしながら、テレビの監督を始めた。また初めて監督した長編映画は『ティーンエイジ・ヒーローズ』であった。

### Xファイル
『Xファイル』第1話「序章」のコマーシャルを見た後、ボウマンはシリーズを監督したい意向をエージェントに伝えた。第14話「性を曲げるもの」で初めて監督を務めた。その後もクリス・カーターの勧めもあって、計33話分の監督を務めたほか、プロデューサーとしても参加した。

## フィルモグラフィ

### 映画
- ティーンエイジ・ヒーローズ Airborne (1993) 監督
- Xファイル ザ・ムービー The X Files (1998) 監督
- サラマンダー Reign of Fire (2002) 監督
- エレクトラ Elektra (2005) 監督

### テレビシリーズ

#### 監督
- 新スタートレック Star Trek: The Next Generation (1987-1990) 計13話
- Parker Lewis Can't Lose (1991-1993) 計12話
- Xファイル The X-Files (1994-2000) 計33話
- キャッスル 〜ミステリー作家は事件がお好き Castle (2009-2012) 計17話

#### 製作総指揮
- デイ・ブレイク Day Break (2006-2007) 計13話
- キャッスル 〜ミステリー作家は事件がお好き Castle (2009-2012) 計82話